# Оклопњача Меримак
Оклопњача Вирџинија (енгл. CSS Virginia), познатија као Меримак (енгл. USS Merrimack), била је ратни брод Конфедерације у Америчком грађанском рату (1861–1865), поринут 1862. Овај брод био је једна од првих оклопњача на парни погон у свету, и његова битка са Монитором, првом оклопњачом Уније (9. марта 1862), била је први сукоб оклопних бродова у историји.

## Карактеристике
Меримак је био дрвена фрегата на парни погон, депласмана 3.500 т, реконструисана у казаматну оклопњачу под именом Вирџинија, брзине 5 чворова, оклопљену гвозденим плочама и подешену за борбу кљуном. Вирџинија је била наоружана са 10 топова, од којих по 2 калибра 200 и 160 мм са изолученим цевима (дугог домета), и 6 калибра 230 мм са глатким цевима (кратког домета).

## Битка Меримака и Монитора
Оклопњача Вирџинија напала је 8. марта 1862. на Хемптон Роудсу ратне бродове Севера и уништила два, а један теже оштетила. Када се 9. марта на бојишту појавио Монитор (депласмана 1.250 т, брзине 9 чворова, такође оклопљен гвозденим плочама, наоружан са 2 топа до 280 мм), почео је у 9 часова артиљеријски двобој, у којем ниједан брод није могао нашкодити другоме, а сваки је приписивао победу себи. После четворочасовне борбе, Вирџинија се због дотрајалих стројева и лошијих поморачких особина повукла у реку Елизабет (енгл. Elizabeth River). Вирџинију је војска Југа приликом повлачења маја 1862. дигла у ваздух, док је Монитор децембра исте године потонуо у олуји код рта Хетереса (енгл. Cape Hatteras).

## Утицај
Борба Меримака и Монитора изазвала је изузетну пажњу морнаричких кругова у свету, и условила појаву нове класе ратног брода - монитора.